# Rafael Salazar Motos
Rafael Salazar Motos, conocido artísticamente como el Calderas de Salamanca  (Martinamor, Salamanca, 1919-Madrid, 1986) fue un cantante (cantaor) de copla y flamenco. Fue hermano del también cantaor Rafael Farina, tío del cantaor Diego el Cigala y tío abuelo de la cantante Tamara.

## Reseña biográfica
Nació en el seno de una familia gitana salmantina dedicada a la ganadería. Su padre, Antonio Salazar Motos era tratante de ganado. Su madre  fue Jesusa Motos. Comenzó su carrera hacia los diez años cantando por los bares del Barrio Chino de Salamanca, acompañado por su hermano menor, Rafael Farina -también conocido cantaor- pidiendo la voluntad de los clientes. (Nótese que el nombre de pila del hermano mayor es Rafael y el del menor, Farina, es similar pero compuesto: se llamó Rafael Antonio).   
Se dio a conocer en Madrid, actuando en Los Gabrieles, y principalmente por su intervención en 1949, en el homenaje o a Juanito Mojama, en el Cine Alcalá. Seguidamente fue contratado en la compañía de Concha Piquer, recorriendo durante un año España y después diversos países de América.
Trabajó también en la compañía de Rafael de Córbova.
Figuró en el cuadro inaugural del tablao madrileño Las Brujas, en 1960, y actuó en el mismo escenario en los años 1961, 1964, 1965 y 1966. Reside en el madrileño barrio de Lavapiés, muy vinculado al flamenco en este período.

Realizó giras con el ballet de Antonio Gades  los años 1961, 1964, 1966, 1967 y 1969; igualmente desde 1962, lo hizo con María Albaicín, alternando estas giras con sus estancias en los citados tablaos de Madrid, en los que reapareció en los años setenta, figurando en Los Cabales, en 1972, y en Villa Rosa, en 1975.

## Discografía
- Rincón de Puerto Real, Tientos (1962)
- Compare esta barca es mía (1971)
- Flamenco: Calderas de Salamanca (CPM) (1978)
- Calderas de Salamanca y Rafael Vargas (1978)
- Yo conocí a un hombre y otros  (1993, M60)
- Arte flamenco: Sabicas /Calderas de Salamanca (1994)
- Dinastía de los hermanos Farina (1994)
- Denominación de origen (1999)
- Atlas del cante flamenco (2011)
- Flamenco gitano: tangos y bulerías. Vol.2 (Piros/Dienc) (2014)